# سيرج غيوفريون
سيرج غيوفريون هو صحفي وسياسي كندي، ولد في 2 مايو 1955 في مونتريال في كندا. نشط حزبياً في الحزب الكيبيكي.